# Route nationale 6 (Congo-Kinshasa)
Pour les articles homonymes, voir Route nationale 6.

La route nationale 6 (RN6) est une route nationale de la République démocratique du Congo parcourant 839 km. 

## Parcours
La RN6 relie la RN4 à Dulia, jusqu’à Libenge.
Les villes principales traversées par la RN6 sont, d’Ouest en Est : Libenge, Gemena, Lisala, Bumba, et Aketi.
La RN6 est connectée aux routes nationales : RN4, RN23, RN24.